# Pieter Vreede

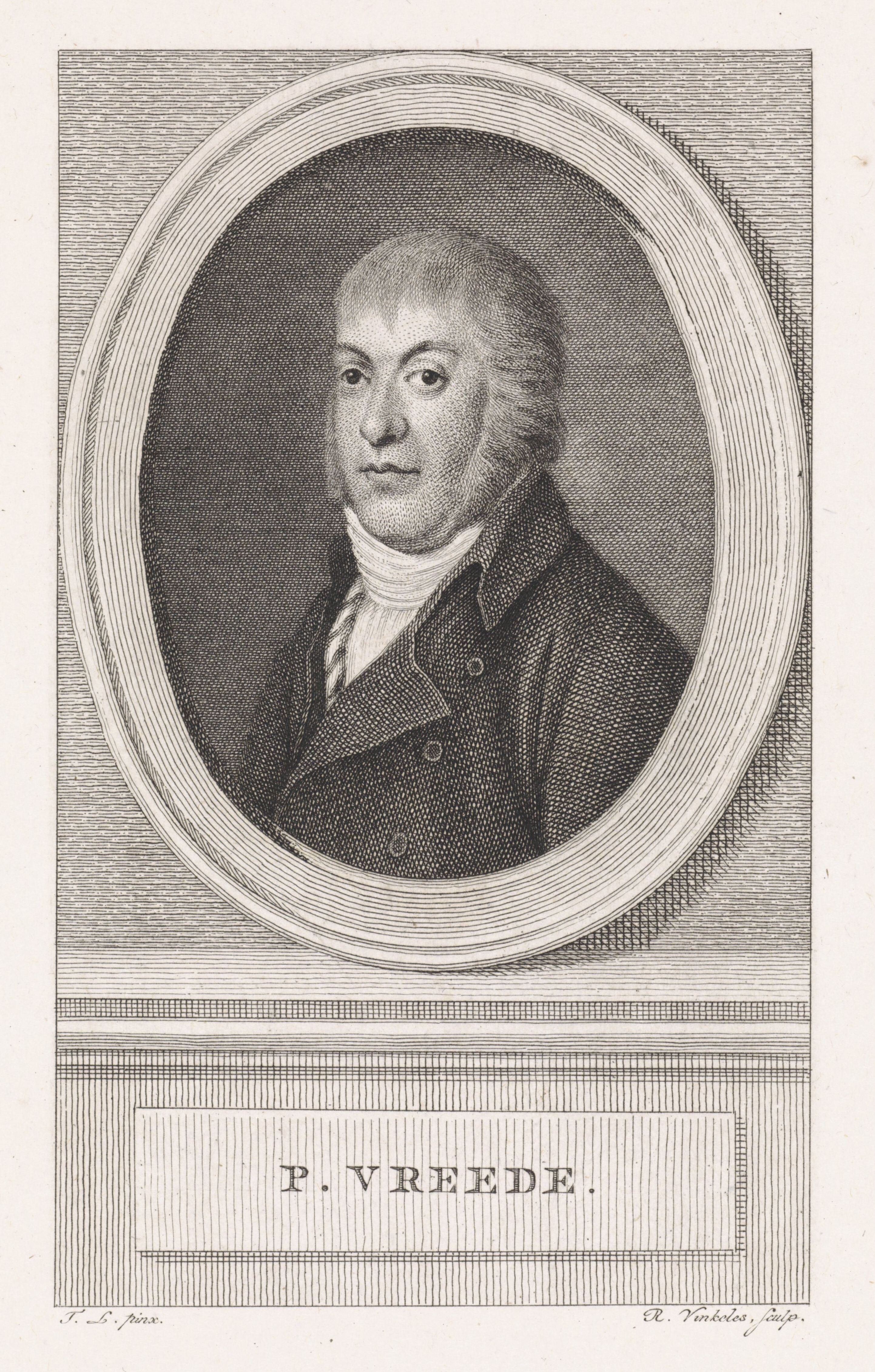
Portret van Pieter Vreede.

Pieter Vreede (Leiden, 8 oktober 1750 – Heusden, 21 september 1837) was een doopsgezinde lakenfabrikant en een van de voormannen van de radicale patriotten. Hij was lid van de eerste Nationale Vergadering van de Bataafse Republiek en staat bekend als emancipator van Staats-Brabant.

## Privéleven
Vreede, telg uit het geslacht Vreede, studeerde rechten aan de plaatselijke universiteit van Leiden. Hij kwam uit een vermogende familie. In de jaren 1780 woonde hij in een statig herenpand aan de Hooigracht (nu nummer 27). Later betrok hij een statig pand in de Nieuwsteeg, dat nu nog bekendstaat om de prachtige schilderingen van Dirk Dalens III. 
Pieter Vreede trouwde drie keer, te weten met Geertruida Markon, Suzanna Markon en Maria Marijt. Hij kreeg in totaal twaalf kinderen. Zijn eerste vrouw stierf in het kraambed. Haar zuster, Pieters tweede vrouw, leed jaren lang aan depressies en overleed juist op het dieptepunt van Vreedes politieke loopbaan. Zijn derde huwelijk in 1801 was met een veel jongere vrouw die graag aan het hof van Lodewijk Napoleon wilde schitteren. Met haar schreef hij romans.
Daarnaast schreef Vreede pamfletten over het diep gevallen fabriekswezen. 

## Politieke activiteiten

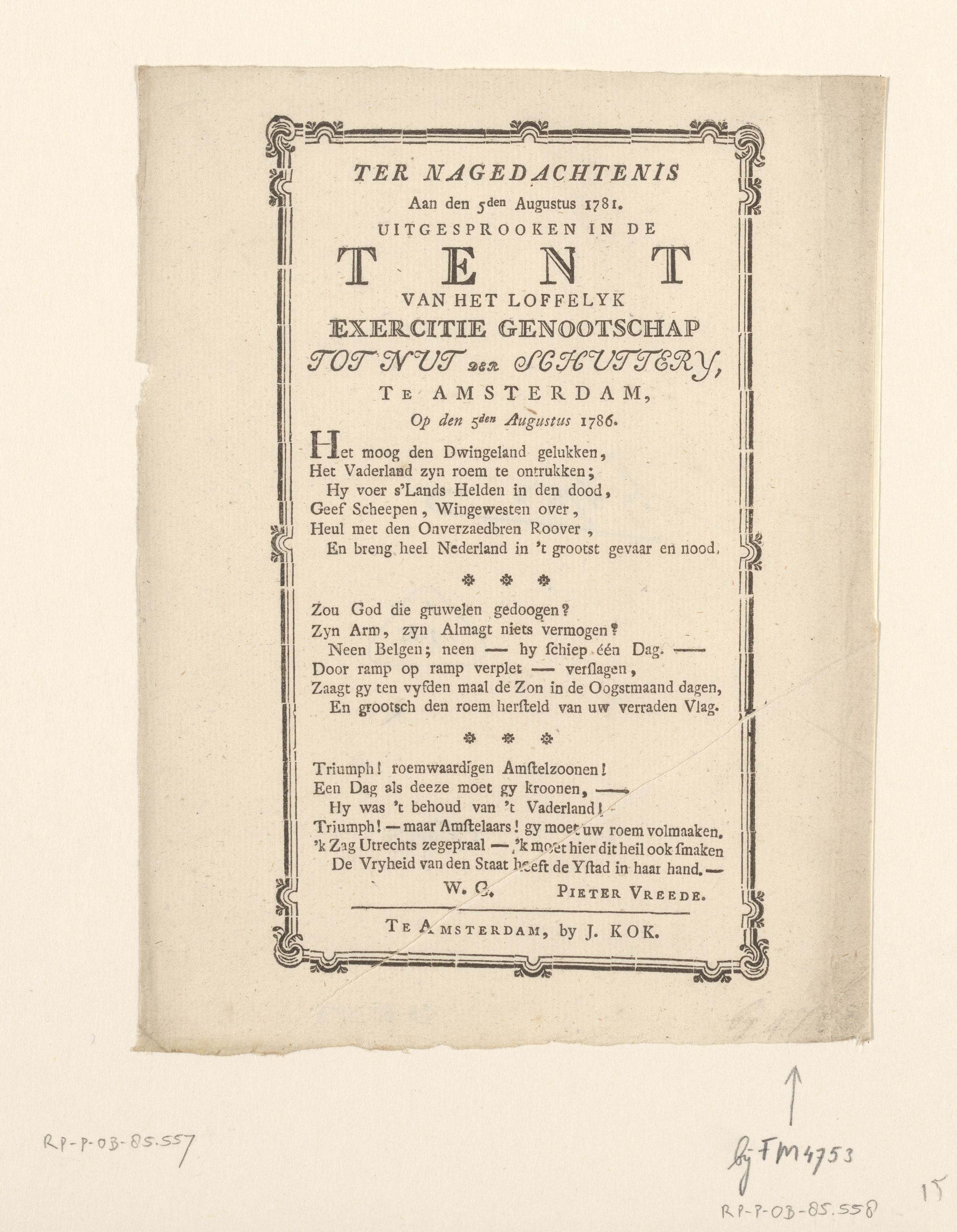
Gedicht ter nagedachtenis aan de slag bij de Doggersbank (1786)

Vreede schreef politieke pamfletten onder het pseudoniem E.H.J ('Een Hollands Ingezetene') en als 'Harmodius Friso Frank de Vrij' tegen het stadhouderlijk stelsel en de aristocratie. In 1783 schreef hij muziek voor de bijeenkomst van de patriotten in de Handboogdoelen. Bij de Hollandse Vergadering van Burgerkorpsen in oktober 1785 trad hij op als secretaris en was hij afgevaardigde namens Leiden. In die hoedanigheid hielp hij bij het opstellen van het Leids Ontwerp samen met Wybo Fijnje, Rutger Jan Schimmelpenninck,  Cornelis van Foreest en Jacobus Blaauw als afgevaardigde van Gouda.
Na de Pruisische inval van september 1787 vluchtte hij in eerste instantie via de Waddeneilanden en Hamburg naar Antwerpen. Vreede vestigde een lakenfabriek en een protestantse gemeente in Lier in het kartuizerklooster, dat al enige jaren leeg stond nadat keizer Jozef II de orde had opgeheven. Personeel en weefgetouwen liet hij uit Leiden overkomen. 
Na het uitbreken van de Brabantse Omwenteling in 1787 vestigde Vreede zich in Tilburg, waar de gematigde patriot Van Hogendorp reeds was neergestreken en optrad als beschermheer. In Staats-Brabant schuilden in die tijd veel patriotten. Eerder, in 1782, had Vreede in Tilburg reeds een lakenfabriek gekocht. Vreede werd een centraal figuur in het Brabants patriottisme en een belangrijke emancipator van Staats-Brabant. Zijn zakelijke belangen speelden hierin wel een rol. Holland kende op dat moment nog wettelijke invoerbeperkingen voor afgewerkte textielproducten, wat een uitbouw van de Tilburgse textielindustrie belemmerde.
Toen in september 1794 het Franse 'Armée du Nord in Tilburg arriveerde, nam generaal Pichegru intrek in Vreedes huis, dat tijdelijk fungeerde als hoofdkwartier. Vreede nam zitting in het nieuwe dorpsbestuur. Het streven was een vrij Bataafs-Brabant op te bouwen. Op 6 juni 1795 kwamen afgevaardigden uit heel Brabant daartoe in Tilburg bijeen. De 'Vaderlandsche Sociëteit' van Tilburg huldigde de zinspreuk Staatsbrabant, moe van slaavernij, verklaart in 't eind zichzelven vrij!. Met zijn zonen Paulus en Hendrik speelde hij in de Tilburgse Comedie in een door hemzelf geschreven toneelstuk over de bevrijding van katholiek Brabant. De locale clerus was echter een fel tegenstander van de protestant Vreede en pleitte openlijk tegen hem.
In 1796 werd Vreede lid van de eerste Nationale Vergadering, vanuit de kieskring Bergen op Zoom. Vreede was een groot voorstander van een unitarische, gecentraliseerde staatsvorm en was nauw betrokken bij de staatsgreep van 22 januari 1798, waarbij de federalisten uit de vergadering werden verwijderd. Voor deze coup was steun gezocht bij graaf Paul Barras, het invloedrijke lid van het Franse Directoire, die tegen een hoog bedrag aan steekpenningen bereid bleek om zich in te zetten om het Directoire achter de staatsgreep te krijgen. Aangezien de uiteindelijke betaling moeilijkheden opleverde, ging Barras akkoord met een gedeeltelijke uitkering in natura. Vreede trok daar profijt van, aangezien hij lakenhandelaar was. Met zijn lakens kocht hij invloed. Na de staatsgreep nam Vreede zitting in het eerste, provisionele Uitvoerend Bewind.
Vreede was de voornaamste opsteller van de Staatsregeling, waarbij de departementen en gemeenten veel aan autonomie verloren. De nieuwe grondwet werd op 23 april 1798 met overweldigende meerderheid goedgekeurd.
De tweede staatsgreep van 12 juni 1798 door Herman Willem Daendels maakte een einde aan het revolutionaire, unitarische bewind. Vreede wist door een raam te ontsnappen en week uit naar Tilburg. Hierna speelde hij geen politieke rol van betekenis meer.

## Vervolgactiviteiten

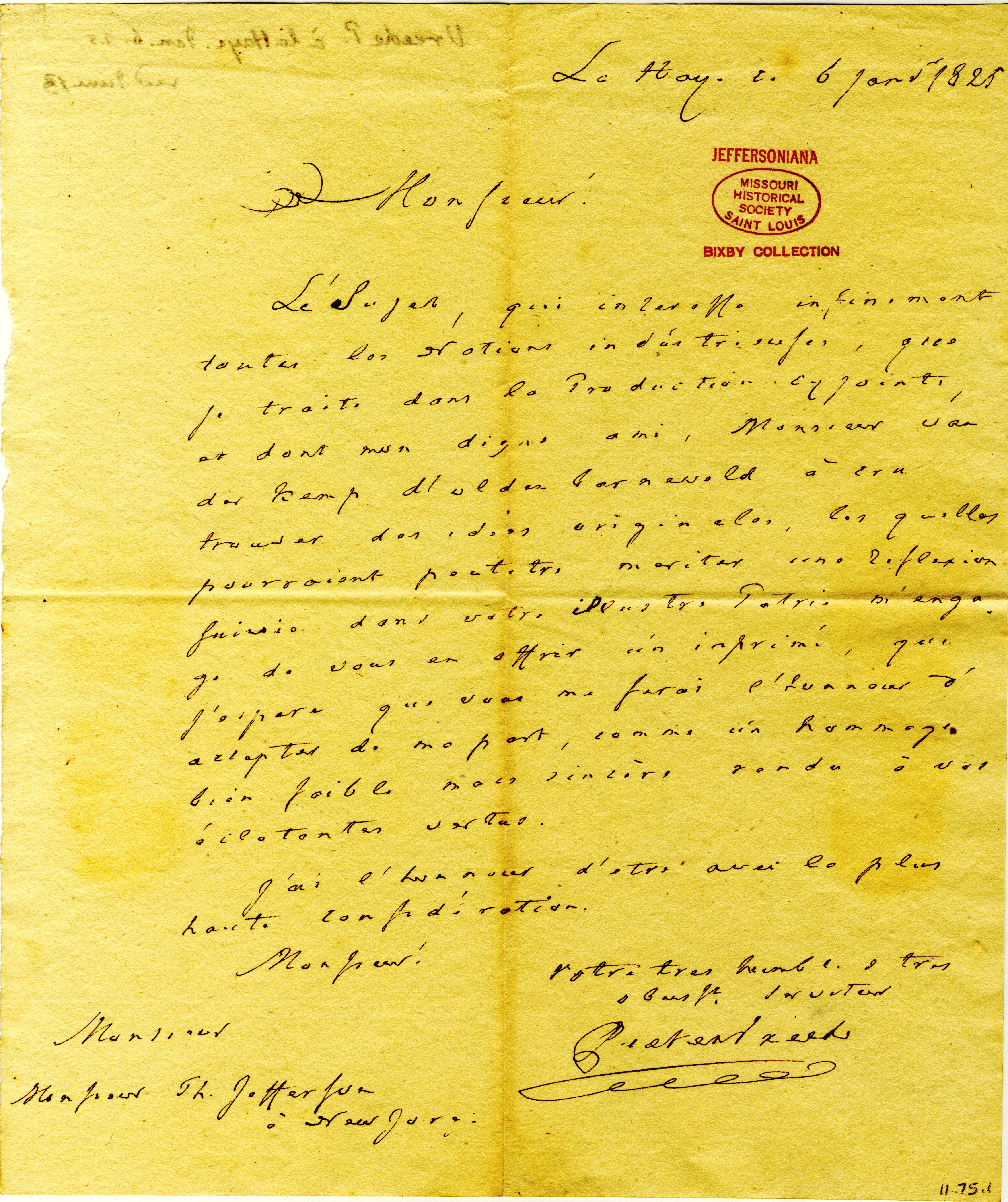
Brief van Pieter Vreede aan Thomas Jefferson (1825)

In 1802 verhuisde Vreede naar Waalre, waar hij al sinds 1792 een vol- en watermolen in bezit had. Zijn Tilburgse fabriek droeg hij over aan zijn zonen Paulus en Hendrik. Die profiteerden van de beschermingsmaatregelen van Napoleons Continentaal Stelsel en van toenemende bestellingen door het Grande Armée. De eindbewerking van wollen stoffen kon voortaan in Tilburg plaatsvinden, daarvoor was de watermolen in Oisterwijk nog door vader aan het bedrijf toegevoegd. 
Vreede trok zich uit de bedrijvigheid terug. Hij correspondeerde onder meer met Adam Gerard Mappa, die naar de Verenigde Staten was geëmigreerd. Toen zijn vriend Adriaan van der Willigen, drossaard van Tilburg, hem in 1814 in Waalre bezocht, trof hij hem aan als een vergeten boer. 
Ondanks zijn teleurstellingen in de politiek zette Vreede zijn carrière nog enigszins voort in het nieuwe koninkrijk. Zo nam hij in 1815 zitting in de eerste provincieraad van Noord-Brabant. Een dieptepunt was dat hij als gewezen republikein in de kring rondom de nieuwe Oranjevorst Willem I om een baantje moest bedelen. Zo werd hij in 1816 ontvanger van convooi- en licentgelden (een soort in- en uitvoerrechten) in Antwerpen, later in Den Bosch en Utrecht. Wegens zijn gezondheid kreeg hij in 1824 ontslag.
In 1837 overleed Pieter Vreede in de Brabantse vestingstad Heusden, op 86-jarige leeftijd.

## Trivia
- Vreede was goed bevriend met Cornelis den Tex, met wie hij in 1795 provisioneel representant van het volk van Brabant en lid van het comité van algemeen welzijn werd.[2]
- De wollenstoffenfabriek van Paulus en Hendrik Vreede heette Triborgh. Deze had in 1812 reeds 280 mensen in dienst, waarvan 200 nog in thuisarbeid (thuiswevers). Daarna volgde verdere groei, mechanisatie en het gebruik van stoom. Pas in 1967 sloten de poorten van het bedrijf definitief, kort na enkele samenvoegingen (naamswijzigingen) met andere (noodlijdende) bedrijven in 1960, 1961 en 1965.
- Een kleinzoon van Pieter Vreede was de rechtshistoricus George Willem Vreede. Diens zoon en dus Vreedes achterkleinzoon was de Indoloog Albert Cornelis Vreede.

## Vernoemingen
- In Tilburg zijn een plein, een straat en een pad naar hem vernoemd: Pieter Vreedeplein, Pieter Vreedestraat en Pieter Vreedepad.
- Pieter Vreedestraten of -singels zijn te vinden in Waalwijk, Oosterhout, 's-Hertogenbosch, Leiden en Vught.

## Publicaties (selectie)
- Pieter Vreede: Mijn levensloop. (Red. M.W. van Boven, A.M. Fafianie en G.J.W. Steijns). Hilversum, Uitgeverij Verloren, 1994. ISBN 906550124X
- Pieter Vreed: De Vereenigde Nederlanden, na de afscheiding van België, tot behoud en voorspoed opgeroepen door de kracht hunner ontwikkelde hulpbronnen. 1831
- Pieter Vreede: De dood van Albrecht Beiling, slotvoogd van Schoonhoven. Treurspel. Amsterdam, Abraham Mars, 1808
- Verandwoording van Pieter Vreede, lid van het voormalig Uitvoerend Bewind, aen de Bataefsche Natie en aen haere vertegenwoordigers; ingegeven by de Eerste Kamer der Wetgevende Vergadering; den 10 October 1798

## Publicaties over Pieter Vreede
- Dirk Alkemade: Radicale democratie. Pieter Vreede (1750-1837) en de Nederlandse revolutie. Amsterdam, Boom Uitgevers, 2025. ISBN 9789024472444 (Tevens proefschrift Universiteit Leiden, 2025)